# Paraaf
Een paraaf is een verkorte handtekening. Deze wordt geplaatst op minder formele stukken dan die waarop een handtekening is vereist. De paraaf neemt  minder ruimte in, maar heeft als nadeel dat een paraaf, meer nog dan een handtekening, de ondertekenaar minder eenduidig identificeert. Een paraaf is vooral bedoeld voor interne stukken; een handtekening voor stukken die naar buiten gaan.

## Etymologie
Het woord paraaf is afkomstig van het oud-griekse woord paragraphos, dat "naast het geschrevene" betekent. In oude Griekse papyri was het een teken dat naast de hoofdtekst werd geschreven. Met een paragraphos werd het begin of het einde van een zin aangeduid.

## Gebruik
Soms bestaat een paraaf uit de eerste twee letters van de handtekening (de voorletter en de eerste letter van de achternaam), vergelijkbaar met de initialen. Ook ontwerpen mensen wel een paraaf die er geheel anders uitziet.
Bij belangrijke contracten wordt vaak elke pagina rechtsonderaan door alle partijen geparafeerd, terwijl de handtekening alleen onderaan de laatste bladzijde van het contract wordt gezet. Op deze manier weet men zeker dat alle pagina's gelezen zijn, en is het niet mogelijk achteraf een pagina in te voegen of wijzigingen aan te brengen, zonder dit opnieuw te laten paraferen.
Soms moet er nog een wijziging in een document worden aangebracht terwijl het al in de geprinte of gedrukte finale versie is, of reeds ondertekend en geparafeerd en het praktisch niet handig is een nieuw contract te maken. Als noodoplossing kan met de hand een wijziging worden aangebracht, waarna de contractspartijen naast de wijziging paraferen.

## Parafen bij de Nederlandse overheid
Een paraaf zetten op een document is een term die gebruikt wordt binnen ambtelijke kringen (voornamelijk de overheid). De paraaf kan gezien worden als een soort handtekening, die moet gezet worden onder een officieel document zoals een beleidsstuk of nota (aan de minister). De achterliggende gedachte van een parafenlijn, of een parafencircuit is: een proces dat een document moet afleggen binnen een organisatie of overheidsinstelling via bepaalde personen (bijvoorbeeld van medewerker naar een directeur) om uiteindelijk tot een akkoord of beslissing te komen. Dit dient om het proces controleerbaar te houden: bij wie is het document gestart, wie heeft de beslissing uiteindelijk genomen en wie is eindverantwoordelijk.
Paraferen (het zetten van een paraaf) gebeurt ook wel op presentielijsten of circulatielijsten. Circulatielijsten begeleiden bijvoorbeeld ingekomen stukken, conceptbrieven of een tijdschrift(enportefeuille). De lijst geeft, door de geplaatste en nog ontbrekende parafen, inzicht in wie het stuk heeft gezien en wie nog niet.